# Castro Pereira
Castro Pereira – portugalski rugbysta, szesnastokrotny reprezentant Portugalii w rugby union mężczyzn. Jego pierwszym meczem w reprezentacji było spotkanie z Hiszpanią, które zostało rozegrane 1 maja 1965 w Lizbonie. Ostatnim raz w reprezentacji zagrał 23 marca 1969 z Hiszpanią w Barreiro.